# Lizzie Brocheré
Lizzie Brocheré (Parijs, 22 maart 1985) is een Frans actrice. Ze is vooral bekend om haar rollen in Franse kunstfilms en als een van de hoofdrolspelers uit de Amerikaanse dramareeks American Horror Story: Asylum.
Brocheré is reeds sinds 1995, toen ze de leeftijd van 10 jaar had, actief als actrice. Ze werd in 2007 op het Luchon International Film Festival verkozen tot beste actrice voor haar rol in de film Bac + 70.

## Filmografie

### Films
| Jaar | Titel                              | Rol                | Opmerkingen                                |
| ---- | ---------------------------------- | ------------------ | ------------------------------------------ |
| 1995 | Parents à mi-temps                 |                    | televisiefilm                              |
| 2000 | La tête dans les étoiles           |                    | televisiefilm                              |
| 2001 | Margaux Valence: Le secret d'Alice | Alice              | televisiefilm                              |
| 2001 | Le Loup de la côte ouest           | Jeanne             |                                            |
| 2002 | Une autre femme                    | Emma               | televisiefilm                              |
| 2004 | Sissi, l'impératrice rebelle       | Sissi              | televisiefilm                              |
| 2004 | Un petit jeu sans conséquence      | Gladys             |                                            |
| 2006 | Chacun sa nuit                     | Lucie              |                                            |
| 2006 | Papier glacé                       |                    | kortfilm                                   |
| 2006 | Avec le temps...                   | Julie Fransen      | televisiefilm                              |
| 2007 | Bac + 70                           | Alice              | televisiefilm - award voor 'beste actrice' |
| 2007 | Septembre et moi                   | Septembre          | kortfilm                                   |
| 2008 | Le Chant des mariées               | Myriam             |                                            |
| 2008 | French Film                        | Parisienne         |                                            |
| 2009 | Tellement proches                  | Clara              |                                            |
| 2009 | Linear                             | Dienster           | videofilm                                  |
| 2009 | The Vintner's Luck                 | Sabine             |                                            |
| 2009 | Depuis demain                      | Camille            | kortfilm                                   |
| 2011 | Ni une, ni deux                    | Sociaal assistente | kortfilm                                   |
| 2011 | L'été des Lip                      | Patricia Mélinès   | televisiefilm                              |
| 2011 | American Translation               | Aurore             |                                            |
| 2011 | Nuit Blanche                       | Vignali            |                                            |
| 2011 | Ni vu, ni connu                    | Eléonore           | televisiefilm                              |
| 2011 | I Love Périgord                    | Ludivine           | televisiefilm                              |
| 2011 | After Fall, Winter                 | Sophie             |                                            |
| 2011 | Imparfait du subjectif             |                    | kortfilm                                   |
| 2013 | Un petit bout de France            | Clara              | televisiefilm                              |
| 2013 | La marque des anges - Miserere     | Dounia             |                                            |
| 2014 | Deux petites filles en bleu        | Séverine           | televisiefilm                              |
| 2017 | Rings                              | Kelly              |                                            |

### Televisieseries
- 2015, The Strain als Coco Marchand (9 afleveringen)
- 2015, Versailles als Claudine
- 2014, Braquo als Oriane (8 afleveringen)
- 2012-2013, American Horror Story: Asylum als Grace Bertrand (11 afleveringen)
- 2012, The Hour als Camille Mettier (4 afleveringen)
- 2010, La maison des Rocheville als Constance (1 aflevering)
- 2010, Les bleus: premiers pas dans la police als Elina Volkova (6 afleveringen)
- 2010, Le roi, l'écureuil et la couleuvre als Louise de la Vallière (2 afleveringen)
- 2009, SoeurThérèse.com als Inès Marin (1 aflevering)
- 2008, Groupe flag als Jeanne (1 aflevering)
- 2008, Camping paradis als Babette (1 aflevering)
- 2006-2011, R.I.S. Police scientifique als Cécile Chalonges (14 afleveringen)
- 2006, Femmes de loi als Pauline Delcourt (1 aflevering)
- 2005, Maigret als Geneviève Blanchon (1 aflevering)
- 2005, Sauveur Giordano als Audrey Nancel (1 aflevering)
- 2005, Dolmen als Aude Perec (1 aflevering)
- 2004, Le Miroir de l'eau als Anaïs
- 2002, Les enquêtes d'Éloïse Rome - Lili (1 aflevering)
- 2002-2007, Alex Santana, négociateur als Eva (7 afleveringen)
- 2001, Joséphine, ange gardien als Katia (1 aflevering)
- 2001, Relic Hunter als Natasha (1 aflevering)
- 1999, Trois en un (1 aflevering)

- Bibliothèque nationale de France: cb161830503 (data)
- Gemeinsame Normdatei: 1137340355
- International Standard Name Identifier: 0000 0000 7721 530X
- Library of Congress Control Number: no2008135917
- Nederlandse Thesaurus van Auteursnamen: 321416279
- Système universitaire de documentation: 13338912X
- Virtual International Authority File: 107074053
- WorldCat: E39PBJgRX9fr9YyG6bpVhPxJjC